# Liopholis
Genre
Liopholis est un genre de sauriens de la famille des Scincidae.

## Répartition
Les espèces de ce genre sont endémiques d'Australie.

## Liste des espèces
Selon The Reptile Database (9 octobre 2012) :
- Liopholis guthega (Donnellan, Hutchinson, Dempsey & Osborne, 2002)
- Liopholis inornata (Rosén, 1905)
- Liopholis kintorei (Stirling & Zietz, 1893)
- Liopholis margaretae (Storr, 1968)
- Liopholis modesta (Storr, 1968)
- Liopholis montana (Donnellan, Hutchinson, Dempsey & Osborne, 2002)
- Liopholis multiscutata (Mitchell & Behrndt, 1949)
- Liopholis personata  (Storr, 1968)
- Liopholis pulchra (Werner, 1910)
- Liopholis slateri (Storr, 1968)
- Liopholis striata (Sternfeld, 1919)
- Liopholis whitii (Lacépède, 1804)

## Publication originale
- Fitzinger, 1843 : Systema Reptilium, fasciculus primus, Amblyglossae. Braumüller et Seidel, Wien, p. 1-106 (texte intégral).